# The Boy Racer
The Boy Racer è un brano del cantante inglese Morrissey.
Secondo singolo tratto dall'album Southpaw Grammar, il disco venne pubblicato il 27 novembre del 1995 dalla RCA e raggiunse la posizione numero 36 della Official Singles Chart.

## Realizzazione
Scritto in collaborazione con il chitarrista Alain Whyte e prodotto da Steve Lillywhite, il singolo venne pubblicato su due dischi, ognuno con copertine differenti, ma sempre con una foto raffigurante un ignoto ragazzo (una insieme a Morrissey e l'altra da solo), realizzata da Rankin. Il videoclip promozionale, diretto da James O'Brien, mostra immagini di un ragazzo che gironzola con l'auto, alternate a scene di Morrissey che suona con la sua band.

## Tracce
- UK 7"

1. The Boy Racer - 4:47
2. London (live in London, 26 febbraio 1995) – 2:38

- UK CDs

1. The Boy Racer - 4:47
2. London (live in London, 26 febbraio 1995) – 2:38
3. Billy Budd (live in London, 26 febbraio 1995) – 2:19

- UK CDs

1. The Boy Racer - 4:47
2. Spring-Heeled Jim (live in London, 26 febbraio 1995) – 3:50
3. Why Don't You Find Out for Yourself (live in London, 26 febbraio 1995) – 3:51

## Formazione
- Morrissey – voce
- Alain Whyte - chitarra
- Boz Boorer - chitarra
- Jonny Bridgwood - basso
- Spencer Cobrin - batteria